# Benetton B190
Chronologie des modèles (1990-1991)
Benetton B189B Benetton B191
La Benetton B190 est une monoplace de Formule 1 conçue par l'écurie britannique Benetton Formula ayant disputé le championnat du monde de Formule 1 1990 et les deux premières manches du championnat 1991. Elle est pilotée par le Brésilien Nelson Piquet et l'Italien Alessandro Nannini, remplacé par Roberto Moreno.

## Historique

### Benetton B190

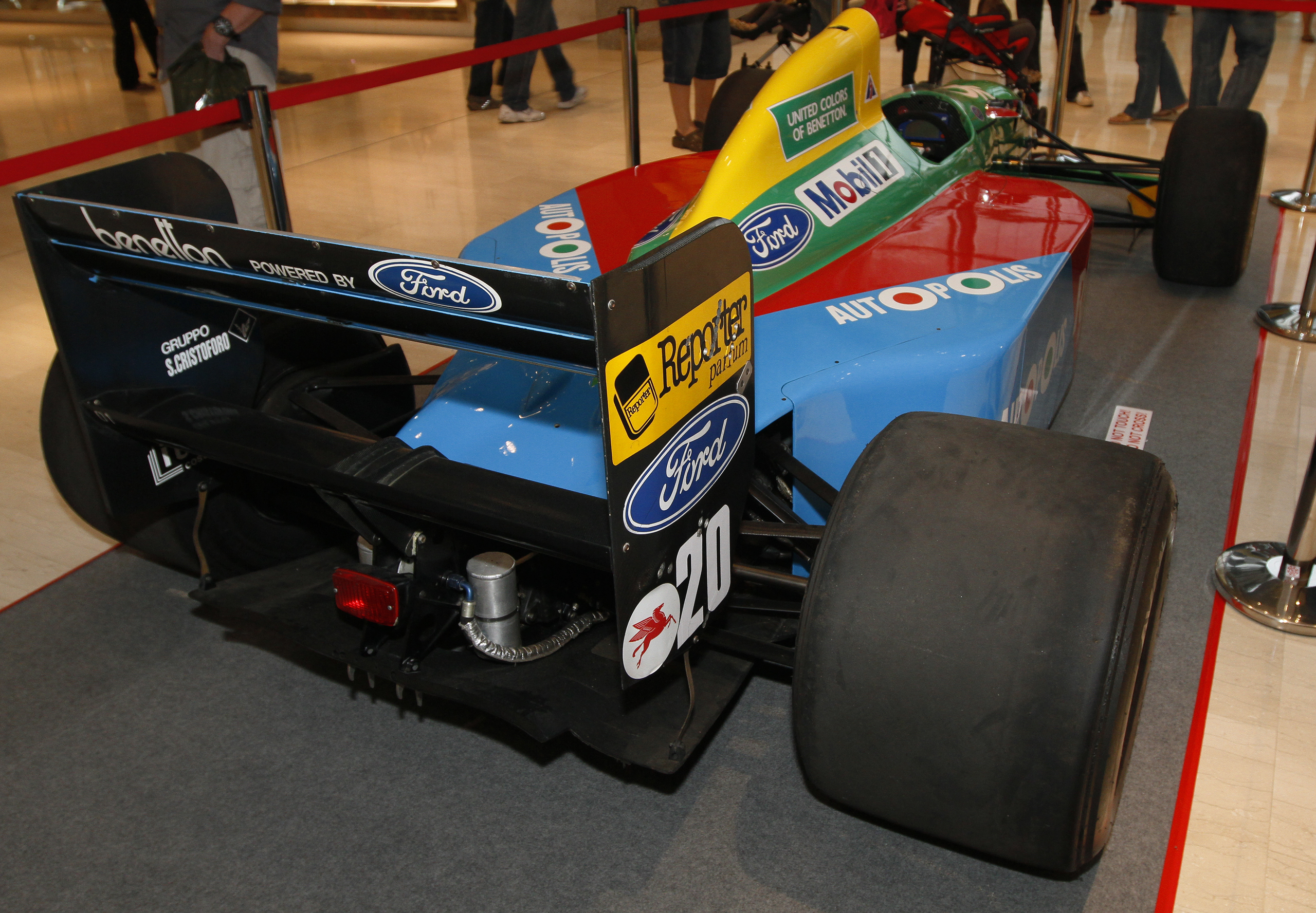
L'arrière de la Benetton B190.

C'est la Benetton B189B qui commencera la saison 1990 avant d'être remplacée par le B190. La B190 est une bonne voiture puisque ses pilotes montent sur le podium à sept reprises. Nelson Piquet et Roberto Moreno réalisent un doublé lors du Grand Prix du Japon et Nelson Piquet remporte le Grand Prix suivant, celui d'Australie. 
Finalement, Benetton termine la saison sur la troisième marche du podium avec 71 points, devant Williams et derrière Ferrari. Nelson Piquet fait de même avec 43 points, devant Gerhard Berger et derrière Alain Prost. Alessandro Nannini est huitième avec 21 points, devant Jean Alesi et derrière Riccardo Patrese. Enfin Roberto Moreno, qui ne dispute que les deux derniers Grand Prix à la place de Nannini, termine onzième avec 6 points, devant Aguri Suzuki et derrière Ivan Capelli.

### Benetton B190B

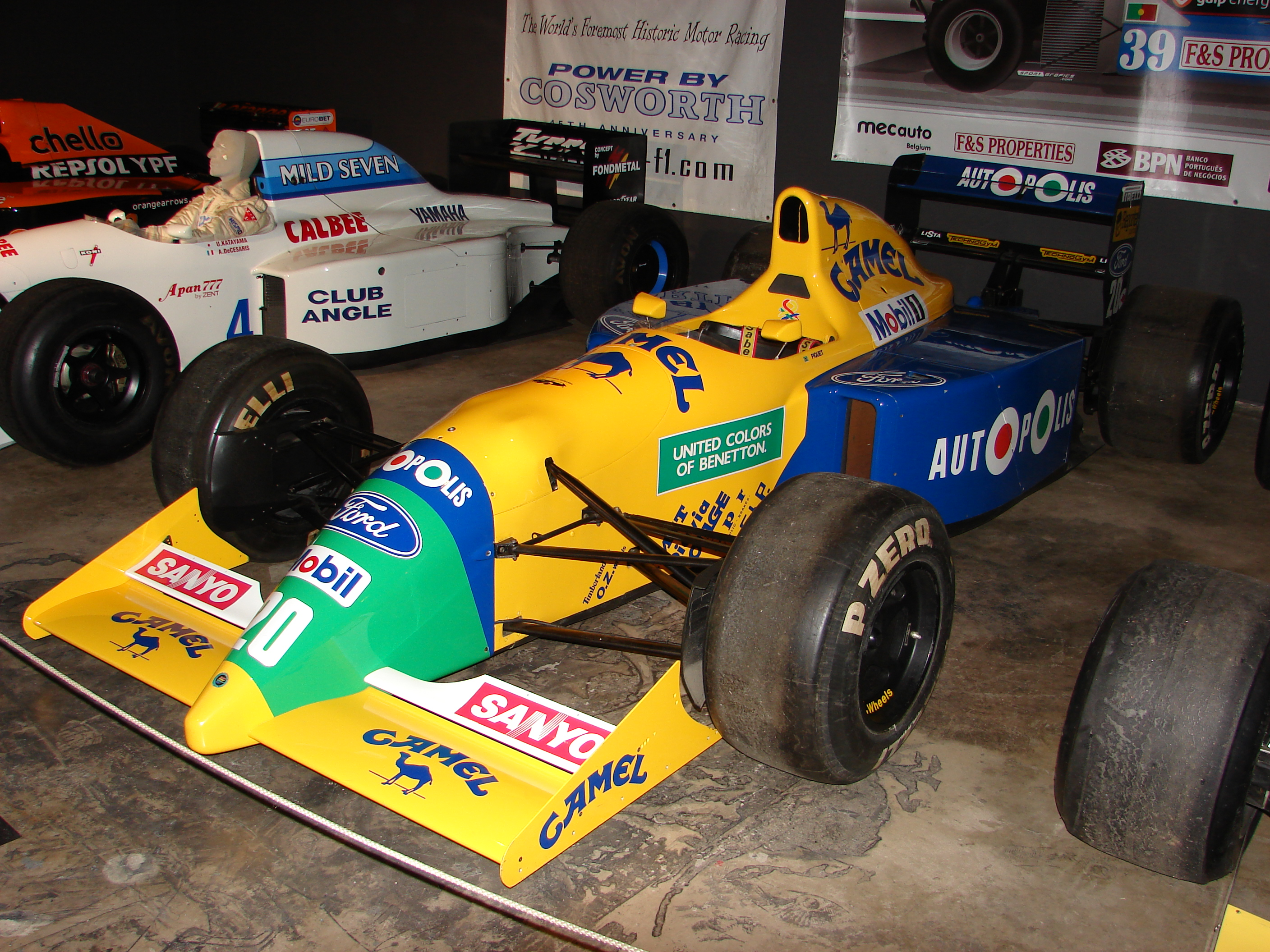
La Benetton B190B de Nelson Piquet.

La Benetton B190B est une légère évolution de la Benetton B190, elle est notamment équipée de pneus Pirelli, le nom de l'équipe change et devient Camel Benetton Ford en raison du sponsoring du cigarettier. Elle participe aux Grands Prix des États-Unis et du Brésil en 1991 en attendant que la Benetton B191 soit totalement développée. Ses pilotes sont les mêmes qu'en 1990 : Roberto Moreno et Nelson Piquet. Lors du Grand Prix des États-Unis, Moreno part huitième mais ne termine pas la course à cause d'un accident et Piquet part cinquième et termine troisième. Au Brésil, Moreno part quatorzième et finit septième. Piquet, lui, part septième et finit cinquième.

## Résultats en championnat du monde de Formule 1

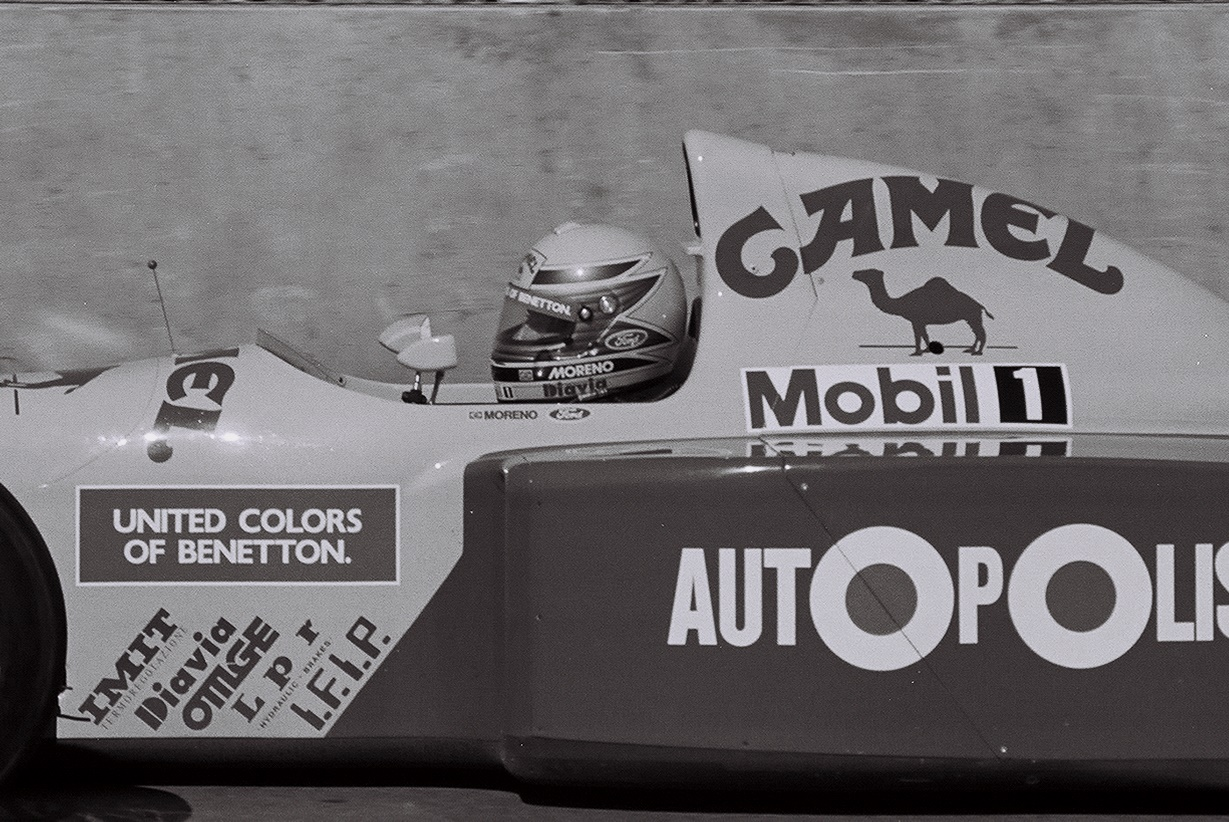
Roberto Moreno lors du Grand Prix automobile des États-Unis 1991, il eut un accident et ne termina pas la course.

| Saison | Écurie               | Moteur                | Pneumatiques | Pilotes            | Courses | Courses | Courses | Courses | Courses | Courses | Courses | Courses | Courses | Courses | Courses | Courses | Courses | Courses | Courses | Courses | Points inscrits | Classement |
| Saison | Écurie               | Moteur                | Pneumatiques | Pilotes            | 1       | 2       | 3       | 4       | 5       | 6       | 7       | 8       | 9       | 10      | 11      | 12      | 13      | 14      | 15      | 16      | Points inscrits | Classement |
| ------ | -------------------- | --------------------- | ------------ | ------------------ | ------- | ------- | ------- | ------- | ------- | ------- | ------- | ------- | ------- | ------- | ------- | ------- | ------- | ------- | ------- | ------- | --------------- | ---------- |
| 1990   | Benetton Formula Ltd | Ford-Cosworth HBA4 V8 | Goodyear     |                    | USA     | BRÉ     | SMR     | MON     | CAN     | MEX     | FRA     | GBR     | ALL     | HON     | BEL     | ITA     | POR     | ESP     | JAP     | AUS     | 71*             | 3e         |
| 1990   | Benetton Formula Ltd | Ford-Cosworth HBA4 V8 | Goodyear     | Alessandro Nannini |         |         | 3e      | Abd     | Abd     | 4e      | 16e     | Abd     | 2e      | Abd     | 4e      | 8e      | 6e      | 3e      |         |         | 71*             | 3e         |
| 1990   | Benetton Formula Ltd | Ford-Cosworth HBA4 V8 | Goodyear     | Roberto Moreno     |         |         |         |         |         |         |         |         |         |         |         |         |         |         | 2e      | 7e      | 71*             | 3e         |
| 1990   | Benetton Formula Ltd | Ford-Cosworth HBA4 V8 | Goodyear     | Nelson Piquet      |         |         | 5e      | Dsq     | 2e      | 6e      | 4e      | 5e      | Abd     | 3e      | 5e      | 7e      | 5e      | Abd     | 1er     | 1er     | 71*             | 3e         |
| 1991   | Camel Benetton Ford  | Ford-Cosworth HBA4 V8 | Pirelli      |                    | USA     | BRÉ     | SMR     | MON     | CAN     | MEX     | FRA     | GBR     | ALL     | HON     | BEL     | ITA     | POR     | ESP     | JAP     | AUS     | 38,5*           | 4e         |
| 1991   | Camel Benetton Ford  | Ford-Cosworth HBA4 V8 | Pirelli      | Roberto Moreno     | Abd     | 7e      |         |         |         |         |         |         |         |         |         |         |         |         |         |         | 38,5*           | 4e         |
| 1991   | Camel Benetton Ford  | Ford-Cosworth HBA4 V8 | Pirelli      | Nelson Piquet      | 3e      | 5e      |         |         |         |         |         |         |         |         |         |         |         |         |         |         | 38,5*           | 4e         |

Légende : ici 

* 4 points marqués avec la Benetton B189B.

* 32,5 points marqués avec la Benetton B191.